# Jarritt Sheel
Jarritt Ahmed Sheel (* 15. April 1976 in Washington, D.C.; † 12. November 2022 in Springfield, Massachusetts) war ein US-amerikanischer Jazzmusiker (Trompete) und Hochschullehrer.

## Leben und Wirken
Sheel wuchs in der Heimatstadt seiner Mutter in Fort Lauderdale  auf. Inspiriert von der Musik Marvin Gayes, von Earth, Wind and Fire und Shirley Caesar strebte er schon früh eine Musik-Karriere an. Während seiner Highschool-Zeit in Dillard begann er Trompete zu spielen; sein Mentor war LeRoy „Daddy“ Gibbs. Er schloss die Schule als einer der Jahrgangsbesten ab und begann ein Studium an der Florida A&M University (FAMU) in Tallahassee, wo er sich auszeichnete und ein aktives Mitglied der Musikverbindung Kappa Kappa Psi wurde. Er unterbrach dann sein Studium und war als Musiker im Disney College Band Program tätig. Bald kehrte er an die FAMU zurück und schloss 2005 seinen Bachelor of Science in Musik ab; 2006 trat er in das Jazzstudien-Programm der Northern Illinois University ein, um dort als Lehrassistent zu arbeiten. Anschließend absolvierte er das Graduiertenprogramm im Jahr 2008 und erwarb den Master of Music in Jazz-Studien.
Nach seiner Heirat lebte Sheel in Orlando, Florida, und begann, die Jazzband für die Timbercreek und Ocoee High Schools zu leiten, während er gleichzeitig als außerordentlicher Professor am damaligen Valencia Community College unterrichtete. Dort entwickelte und startete er auch das erste Jazz-Camp des Colleges. Des Weiteren war er für das Dr. Phillips Performing Arts Center tätig und leitete seine eigene Band – das Blu-Trio/Bionic Soul. Er hat auch die Veranstaltungsreihe Young Gunz Jazz Showcase kreiert und moderiert. Er schrieb für die Website jazzreview.com und nahm an Aufnahmen teil und spielte Trompete mit lokalen Künstlern. Shell eröffnete für Grammy-Preisträger wie PJ Morton und tourte mit Burning Spear, was ihn um die ganze Welt führte, als er auf internationalen Festivals in Orten wie Amsterdam, Frankreich und London auftrat.
Um 2013 wurden Sheel und seine Frau Antonia in ein Master-/Doktorandenprogramm am Teachers College der Columbia University in New York City aufgenommen. Seine Forschungen und Interessen konzentrierten sich auf Hip-Hop und die Schnittstellen von Demokratie, Freiheit, die Nutzung der Vorstellungskraft, eine DIY-Ästhetik und eine kulturell entsprechende Lehrvermittlung. Darauf begann er, Konzepte der Hip-Hop-Musikausbildung zu entwickeln. Er war Mitbegründer der Hip-Hop-Musikbildungs-Website/Repository hiphopmusiced.com und begann, auf Konferenzen und professionellen Entwicklungssitzungen für High Schools, Colleges und Organisationen wie Soundtrap, South by Southwest und Spotify zu referieren. Während er in New York lebte, unterrichtete er auch am Guttman Community College und wurde Direktor der Youth Workshop Band als Teil des Education Department for Jazz am Lincoln Center.
Sheel unterrichtete auch für kurze Zeit im System der New York City Public School und führte Schüler in die Kunst des DJ ein. Er schloss 2015 seinen Master in Pädagogik (M.Ed.) an der Texas Christian University ab und begann seine Doktorarbeit (er wurde 2019 promoviert). 2018 wurde Jarritt eine Stelle als Assistant Professor of Music Education am Berklee College of Music in Boston angeboten. Dort unterrichtete er u. a. Einführung in die Musikpädagogik, Multimedia und gab privaten Trompeten- und Blechbläser-Unterricht. Er schuf auch den ersten Hip-Hop-Musikausbildungskurs für das College. Er unterrichtete Graduiertenkurse für das Boston Conservatory, leitete Studentenensembles und gewann 2021 den Dean’s Award for Creative Scholarship and Professional Contributions. Er wirkte auch bei der Erstellung des Kernlehrplans für den neu geschaffenen Bachelor of Arts-Abschluss in Black Music mit. Jarritt war im Editorial Board als Herausgeber von Culturally Responsive Pedagogy für das Massachusetts Music Educators Journal tätig. Daneben spielte er in Bands und unterstützte lokale Künstler wie Oompa und CliffNotezz. Er arbeitete auch mit dem Boston Music Project zusammen.
Im Laufe seiner Karriere wirkte Sheel bei Aufnahmen von Lloyd Brown (Rootical), General Jah Mikey (Original Yard Food), Glen Washington (Masterpiece) auf dem Label Zion High Productions, sowie mit dem Improvisationskollektiv Bright Dog Red (Means to the Ends, Ropeadope 2018) mit.